# Bazarella joosti
Bazarella joosti är en tvåvingeart som beskrevs av Vaillant 1983. Bazarella joosti ingår i släktet Bazarella och familjen fjärilsmyggor. Inga underarter finns listade i Catalogue of Life.